# HMS Scott (J79)
Pour les autres navires du même nom, voir HMS Scott.
Le HMS Scott (pennant number J79) est un navire hydrographique et un dragueur de mines de la classe Halcyon construit pour la Royal Navy dans les années 1930 et utilisé pendant la Seconde Guerre mondiale

## Construction
Le Scott est commandé le 12 avril 1937 pour le chantier naval de Caledon Shipbuilding & Engineering Company de Dundee en Ecosse. La pose de la quille est effectuée le 30 août 1937, le Scott est lancé le 23 août 1938 et mis en service le 23 février 1939.
Le Scott est l'un des quatre navires basés sur la conception de Halcyon qui sont utilisés pour les travaux hydrographiques. De ce nombre, deux navires (le Scott et le Franklin (J84)) sont conçus pour les relevés hydrographiques et deux navires (le Jason (J99) et le Gleaner (J83)) sont principalement conçus comme dragueur de mines. Une grande salle de cartes est construite à l'extrémité du gaillard avant et le pont est agrandi.
La classe Halcyon est conçue pour remplacer la classe Hunt précédente et varie en taille et en propulsion en fonction de sa construction.
Après la fabrication des 5 premiers Halcyon, et ses 2 exemplaires d'une variante, le deuxième groupe de 14 navires dont fait partie ce navire est lancé avec comme principale modification sa propulsion. Ils déplacent 828 t à charge standard et 1 311 t à pleine charge. Les navires ont une longueur totale de 74,75 m comme la variante de la première série, un maître-bau de 10,21 m et un tirant d'eau de 2,7 m.
Ils sont propulsés par deux turbines à vapeur Parsons (alors que la première série des Halcyon possédait des machines à vapeur verticales compound ou triple expansion), chacune entraînant un arbre, utilisant la vapeur fournie par deux chaudières à trois cylindres Admiralty. Les moteurs produisent un total de 1 750 ch (2 370 kW) et donnent une vitesse maximale de 16,5 nœuds (30,6 km/h). Il transporte au maximum 247 t de mazout, ce qui lui donne un rayon d'action de 7 200 milles marins (13 300 km) à 10 nœuds (19 km/h). L'effectif du navire est composé de 80 officiers et hommes d'équipage.
Le Scott reçoit comme armement uniquement un canon de marine de 12 livres QF 12 cwt (76 mm) et seulement pendant la période de guerre.

## Histoire

### Seconde guerre mondiale
Le Scott arpente la Manche en 1939 en vue de la pose d’un barrage de mines dans la Manche et dirige les mouilleurs de mines qui larguent un barrage immédiatement après la déclaration de guerre. Il est équipé pour des missions d’escorte anti-sous-marine lorsque le champ de mines de la Manche est achevé, mais conserve sa salle des cartes en sacrifiant son mât principal pour compenser le poids supplémentaire d’un canon de marine de 12 livres QF 12 cwt de 76 mm sur le gaillard. Au printemps 1940, ses affectations sont recentrées sur les levés de mines plutôt que sur le travail d’escorte. Il mesure la profondeur de l’eau avec les fluctuations et les courants des marées afin de déterminer les emplacements appropriés pour les champs de mines.
En mai 1941, le Scott évite de justesse la détection par le cuirassé allemand Bismarck alors qu’il inspecte la banquise du Groenland dans le détroit du Danemark. Il est endommagé lors d’une collision avec le croiseur léger Arethusa (26) en décembre 1941 alors qu'il assiste à l’opération Anklet, un commando britannique, sur les îles Lofoten.
Après la réparation des dommages causés par la collision, le Scott se concentre sur la fourniture d’informations de navigation aux mouilleurs de mines qui placent le barrage du Nord entre le Groenland et l'Écosse au printemps 1942 jusqu'à l'abandon du projet à l'automne 1943. Il arpente les champs de mines à l'avance, puis accompagne les mouilleurs de mines pendant que les champs sont placés.
Après avoir testé le système de radionavigation DECCA à Moray Firth au début de 1944, le Scott arpente les positions pour les blockships et les digues Phoenix du port Mulberry d'Arromanches lors de l'invasion de la Normandie. Il arpente ensuite les ports libérés, dont Morlaix, Boulogne, Brest, Dunkerque et Anvers. Il réalise des relevés pour les emplacements des pipelines transmanche de l'opération PLUTO.

### Après-guerre
Le Scott accomplit deux décennies de fonctions hydrographiques en temps de paix dans les eaux domestiques pour cartographier les épaves des deux guerres mondiales dans la Manche après l'arrivée de pétroliers géants. Les exigences de ces navires modifient le minimum de dégagement entre leurs coques et les épaves.
Le Scott est retiré du service en 1964 et mis au rebut en 1965. Il est vendu le 24 juin 1965 à West of Scotland Shipbreaking où il est arrivé le 3 juillet 1965.

### Participation auxconvois
Le Scott a navigué avec les convois suivants au cours de sa carrière:
1. Convoi TBC 158

### Commandement
- Commander (Cdr.) William Cornfield Jenks (RN) du 3 juillet 1939 au 7 octobre 1939
- Commander (Cdr.) Edmund Henry Buckingham Baker (RN) du 7 octobre 1939 au 15 avril 1940
- Lieutenant Commander (Lt.Cdr.) Kenneth St.Barbe Collins (RN) du 15 avril 1940 au 10 avril 1942
- Lieutenant Commander (Lt.Cdr.) John Michael Sharpey-Schafer (RN) du 10 avril 1942 au 25 février 1944
- Commander (Cdr.) Sydney John Hennessey (RN) du 25 février 1944 au 6 août 1945
- Lieutenant Commander (Lt.Cdr.) Robert Bill (RN) à partir du 6 août 1945